# 御崎神社
御崎神社（みさきじんじゃ）は、和歌山県日高郡美浜町にある神社である。

## 歴史
859年（貞観元年）の創建。平安時代初期の『三代実録』にも記載されており、平安時代後期の『紀伊國神名帳』では「正三位御崎神」となっている。
明治維新後は郷社に列し、雷神社・八王子神社・入山若一王子社・若一王子社・里神社・蛭子社を合祀。また境内のカシは和歌山県指定文化財となっている。

## 祭神
- 天照坐大神
- 事代主大神
- 猿田彦大神
- 豊玉彦大神
- 雷大神
- 天忍穂耳尊
- 天瓊々尊
- 速玉男神

## 境内社
- 里神社
- 祖霊社
- 金刀比羅社
- 恵美須社

## 交通
- JR・紀州鉄道「御坊駅」より車で約10分。
- 阪和自動車道「御坊南インターチェンジ」より車で約15分。